# Launedda

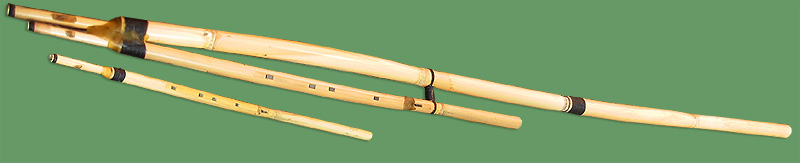
Launeddas

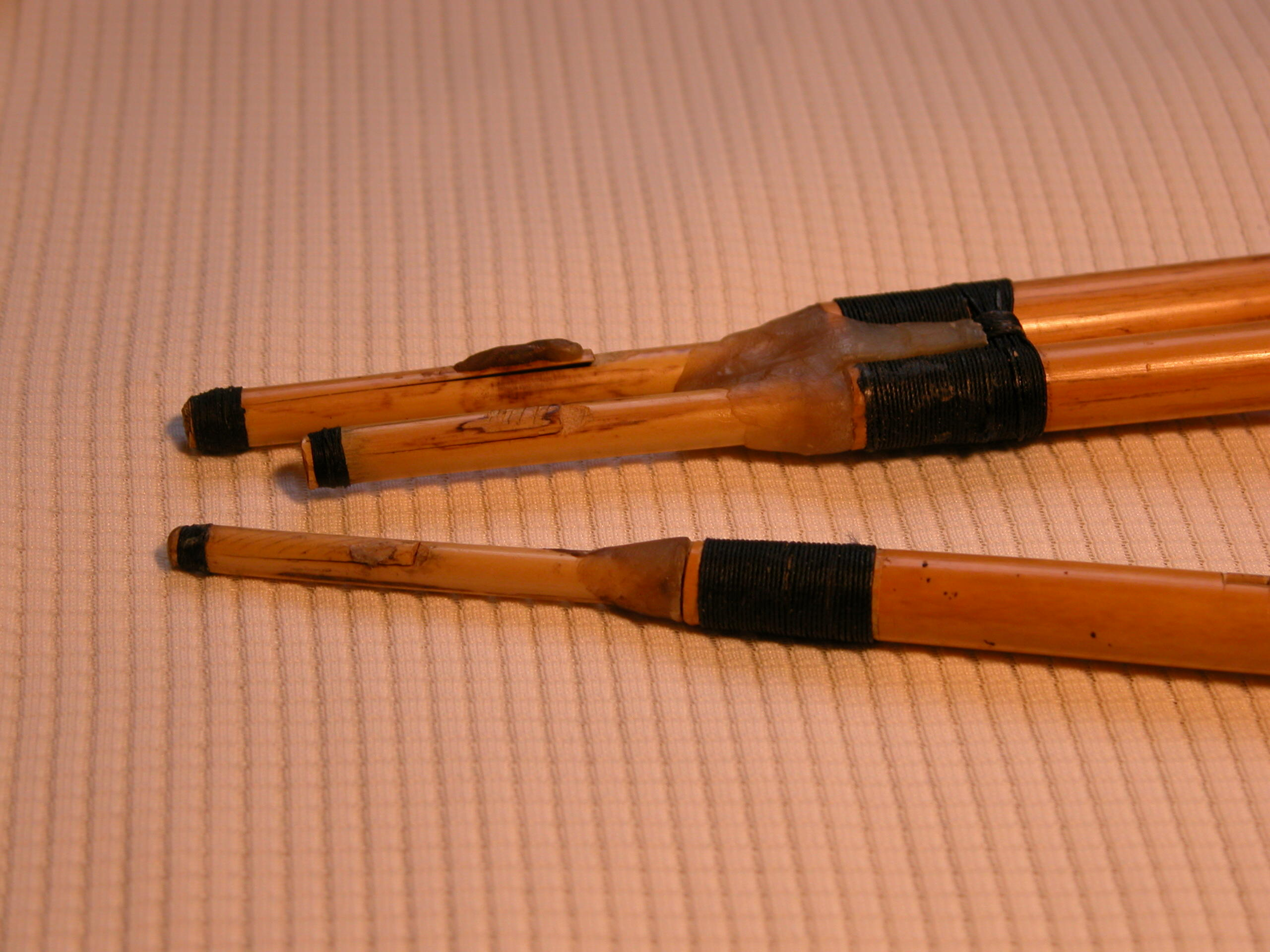
Rohrblätter von Launeddas, geschabt bzw. mit Wachs beschwert

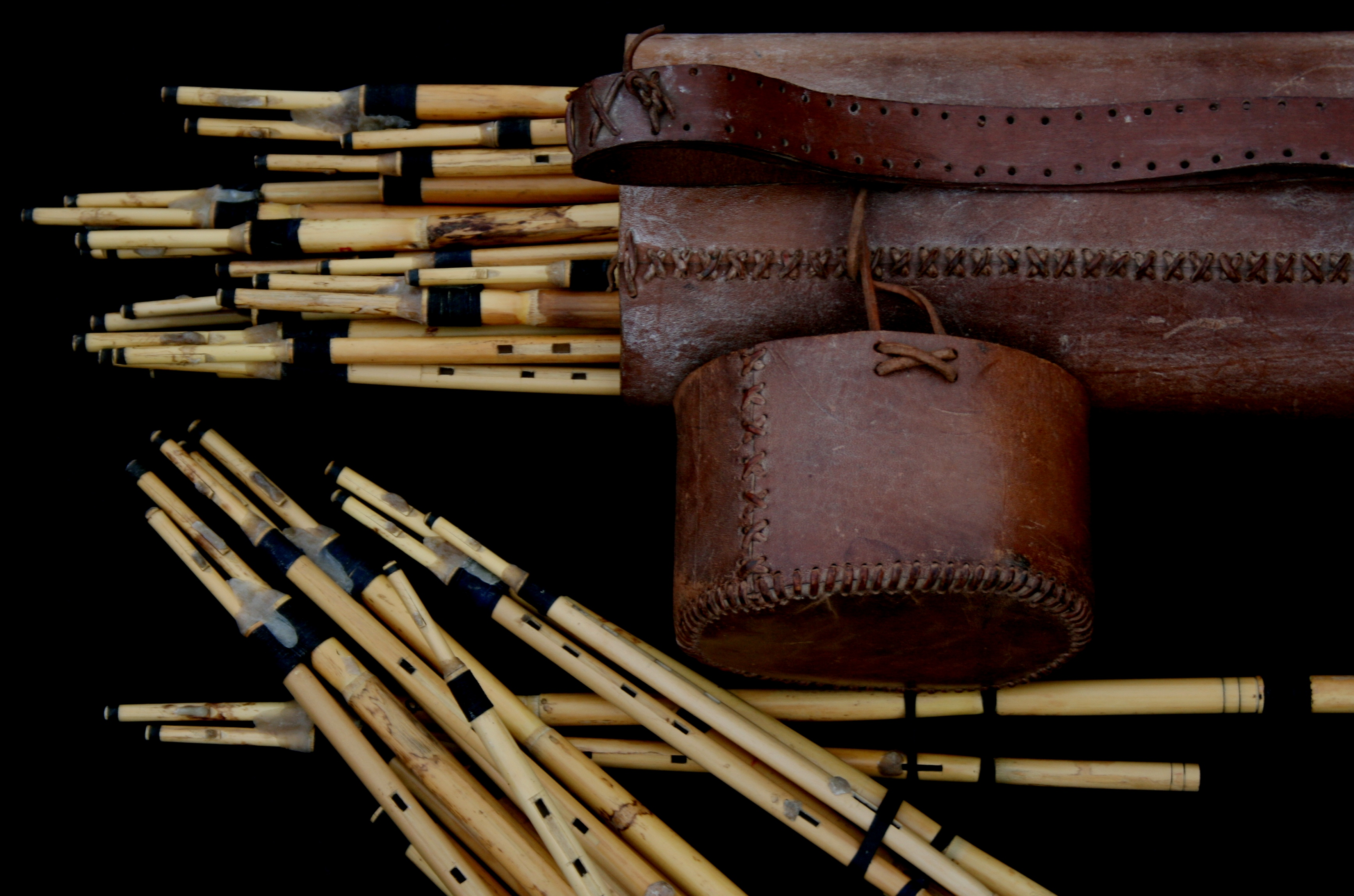
Instrumente in verschiedenen Stimmungen im Lederköcher

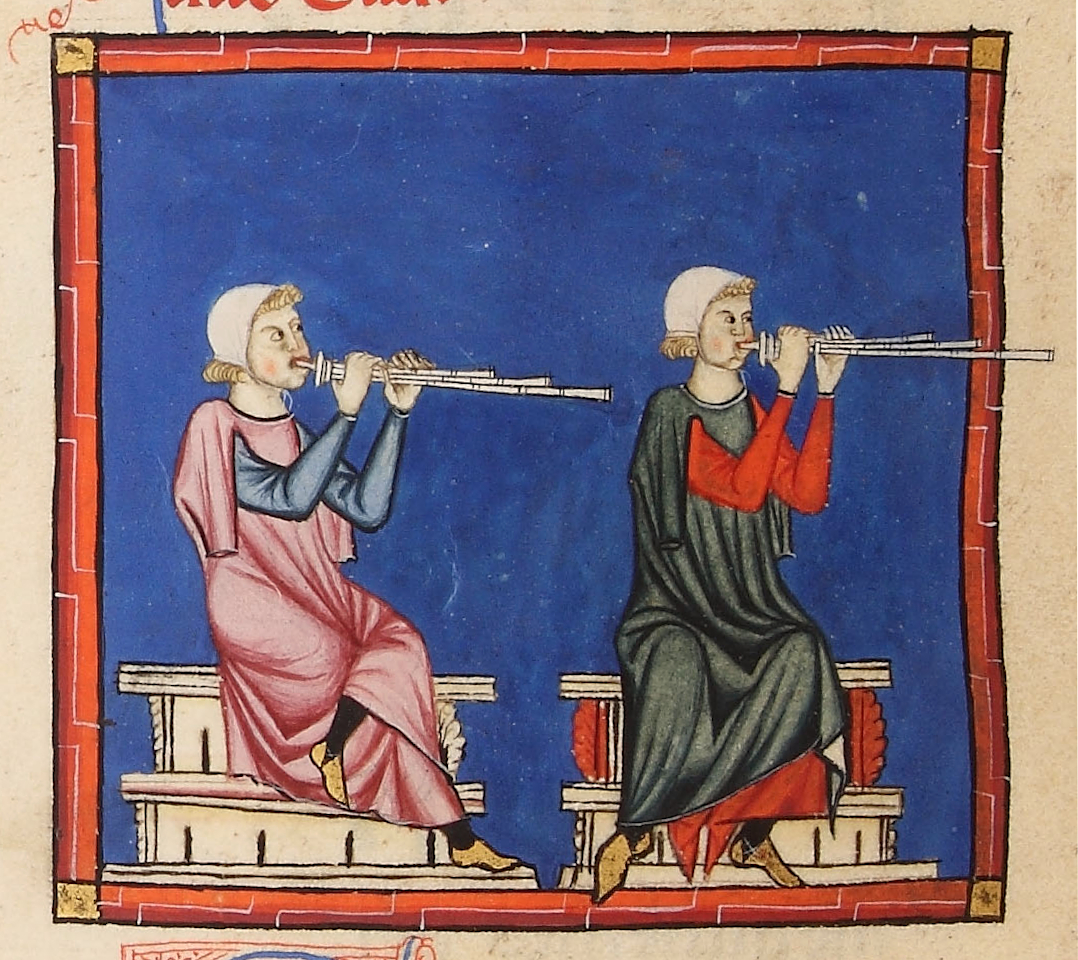
Zwei Musiker spielen ein dreifaches Rohrblattinstrument. Miniatur in den Cantigas de Santa Maria von der Iberischen Halbinsel, zweite Hälfte des 13. Jahrhunderts.

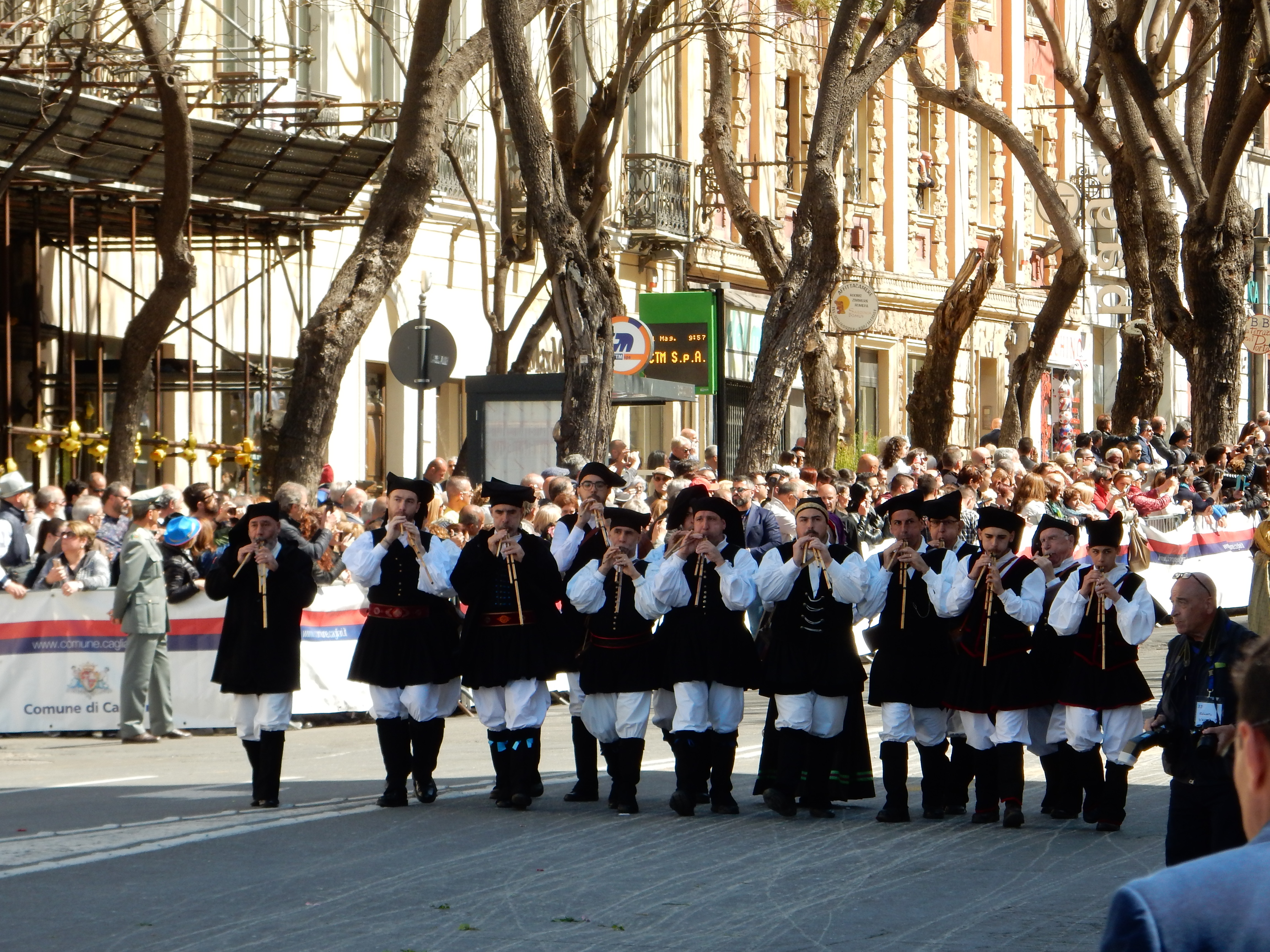
Launeddaspieler auf der Sant’Efisio-Prozession in Cagliari

Die Launeddas sind ein traditionelles sardisches Blasinstrument mit Einfachrohrblatt, das dort schon seit etwa 2900 Jahren in Gebrauch ist. Sie bestehen aus zwei kürzeren Melodierohren (mancosedda und mancosa manna) und einer längeren dritten Bordunpfeife ohne Grifflöcher (tumbu). 
Die beiden Melodierohre haben vier rechteckige Grifflöcher, darunter sitzt ein fünftes, längliches Stimm- und Schallloch. Die Rohre und Rohrblätter werden aus Pfahlrohr und der sardischen Rohrsorte arundo pliniana turra angefertigt. Zur Stimmung werden die Zungen des Rohrblattes mit Wachsklumpen beschwert.
Die Launeddas werden in verschiedenen Größen und Stimmungen verwendet und in verschiedenen Kombinationen gespielt. Zur Aufbewahrung der unterschiedlichen Melodierohre dient ein Lederköcher (straccasciu).

## Spielweise
Die beiden Melodiepfeifen werden üblicherweise zweistimmig polyphon gespielt. Die linke Hand hält gleichzeitig die tumbu und die mancosedda, welche auch miteinander verbunden sind (croba). Die rechte Hand spielt die melodieführende mancosa manna. Traditionell werden die Launeddas mit Zirkularatmung gespielt. Die Launeddas werden bei den sozialen Anlässen des bäuerlichen und kirchlichen Lebens gespielt, insbesondere zur Begleitung von Umzügen und sardischen Tänzen.

## Geschichte und Verbreitung
Die Launeddas sind verwandt mit den Einfachrohrblattinstrumenten im Alten Ägypten. Eine auf Sardinien gefundene, phallische Bronzestatuette belegt eine Vorform mit drei gleich langen zylindrischen Rohren, ähnlich den bis in die Gegenwart auf Sardinien erhaltenen benas. Die etwa acht Zentimeter hohe Figur zeigt einen Spieler, der die Spielrohre mit ausgestreckten Armen am unteren Ende greift. Sie wird auf etwa 1000 v. Chr. datiert. Somit sind die sardischen Rohrblattinstrumente älter als der griechisch-römische Aulos.
Im Mittelalter waren Dreifachinstrumente auch in anderen europäischen Gegenden verbreitet. Es sind Abbildungen mit drei parallelen Schallrohren nachgewiesen (davon zwei Bordunrohre ohne Grifflöcher). Sie stammen von der iberischen Halbinsel (Cantigas de Santa Maria) und aus einer englischen Handschrift (Codex der Canterbury School, 12. Jahrhundert).
Ähnlich wie in Sardinien haben sich vor allem im Mittelmeerraum und im Vorderen Orient Instrumente mit Einfachrohrblättern und zylindrischen Bohrungen erhalten. Zu diesen gehören das türkische sipsi (einfaches Schallrohr), der libanesische midschwiz (zwei gleich lange Melodiepfeifen, ohne Bordunpfeife) und der ägyptische arghul (eine kürzere Melodiepfeife, eine Bordunpfeife).
Die Stimmung der Melodie- und Bordunpfeifen hat eine deutliche Ähnlichkeit mit der laotischen Bambusmundorgel khaen, wie sie auch auf Sardinien gespielt wird. Christliche Missionare brachten im 19. Jahrhundert bei ihrer Rückkehr die khaen nach Europa. Die sardischen Schäfer übertrugen die Spielweise der Launeddas auf das südostasiatische Durchschlagzungeninstrument.

## Interpreten
Berühmte sardische Launeddasspieler sind zum Beispiel Fabio Melis, Luigi Lai, Antonio Lara und Dionigi Burranca. Viele Launeddasspieler bauen ihr Instrument selbst, so zum Beispiel Cesare Carta, ein Launeddasmeister aus der Stadt Nuoro in der Barbagia (Sardinien).